# Лобов (хутор)
Лобов — хутор в Заветинском районе Ростовской области России. Входит в Киселёвское сельское поселение.

## География
Хутор расположен в сухих степях на северо-востоке Заветинского района в пределах Ергенинской возвышенности, относящейся к Восточно-Европейской равнине, на правом берегу реки Акшибай, между селом Киселевка и посёлком Догзмакин (Республика Калмыкия), на высоте около 80 метров над уровнем моря. Рельеф местности холмисто-равнинный. Почвы каштановые солонцеватые и солончаковые и солонцы (автоморфные).
По автомобильным дорогам расстояние до областного центра города Ростов-на-Дону — 460 км, до районного центра села Заветное — 41 км, до административного центра сельского поселения села Киселевка — 13 км.
Часовой пояс
Лобов, как и вся Ростовская область, находится в часовой зоне МСК (московское время). Смещение применяемого времени относительно UTC составляет +3:00.

## История
Дата основания не установлена. Предположительно основан в начале XX века. Согласно всесоюзной переписи населения 1926 года хутор Лобов относился к Киселевскому сельсовету Заветинского района Сальского округа Северо-Кавказского края, в хуторе проживало 372 жителя, из них украинцев — 258, великороссов — 109.

## Население
Динамика численности населения
| 2002 |
| ---- |
| 32   |

| 1926 | 2010 |
| ---- | ---- |
| 372  | ↘66  |

## Инфраструктура
Улицы
- ул. Степная,
- проезд Ковыльный.

## Источник
- Атлас Республики Калмыкия, ФГУП «Северо-Кавказское аэрогеодезическое предприятие», Пятигорск, 2010 г., стр. 53.